# Roots-kompressor
Roots-kompressoren er en skruekompressor som arbejder efter fortrængningsprincippet. Luften komprimeres ved at voluminet formindskes i kompressionsrummet mellem rotor og kompressorhus. Navnet kommer fra brødrene Philander og Francis Roots, som fik patent på en luftpumpe i 1860 efter dette princip.
Gottlieb Daimler eksperimenterede i 1900 med en kompressor som arbejdede efter brødrene Roots princip. Roots-kompressoren har siden varet populær til overladning af forbrændingsmotorer.